# Eldon (Oklahoma)
Eldon es un lugar designado por el censo ubicado en el condado de Cherokee  en el estado estadounidense de Oklahoma. En el año 2010 tenía una población de 	368 habitantes y una densidad poblacional de 15,46 personas por km².

## Geografía
Eldon se encuentra ubicado en las coordenadas 35°55′41.23″N 94°50′24.28″O / 35.9281194, -94.8400778 (35.92812°	-94.840078°). Según la Oficina del Censo de los Estados Unidos, Eldon tiene una superficie total de 9,17 mi² (23,8 km²), de la cual 9,032 mi² (23,4 km²) corresponden a tierra firme y 0,138 mi² (0,4 km²) es agua.

## Demografía
Según la Oficina del Censo en 2000 los ingresos medios por hogar en la localidad eran de $25,086 y los ingresos medios por familia eran $26,207. Los hombres tenían unos ingresos medios de $18,578 frente a los $19,500 para las mujeres. La renta per cápita para la localidad era de $11,125. Alrededor del 25.5% de la población estaban por debajo del umbral de pobreza.